# جوني أبارينتوس
جوني أبارينتوس (بالتاغالوغية: Johnny Abarrientos) مواليد 17 يوليو 1970 في الفلبين، هو مدرب كرة سلة فلبيني ولاعب معتزل. بدأ مسيرته الاحترافية في سنة 1993. يدرب في الرابطة الفلبينية لكرة السلة. مثّل منتخب بلاده. اعتزل اللعب في 2010.

## سجل المنافسة
شارك في المنافسات التالية:
- دورة الألعاب الآسيوية 1994
- دورة الألعاب الآسيوية 1998